# قصر هشام بن عبد الملك

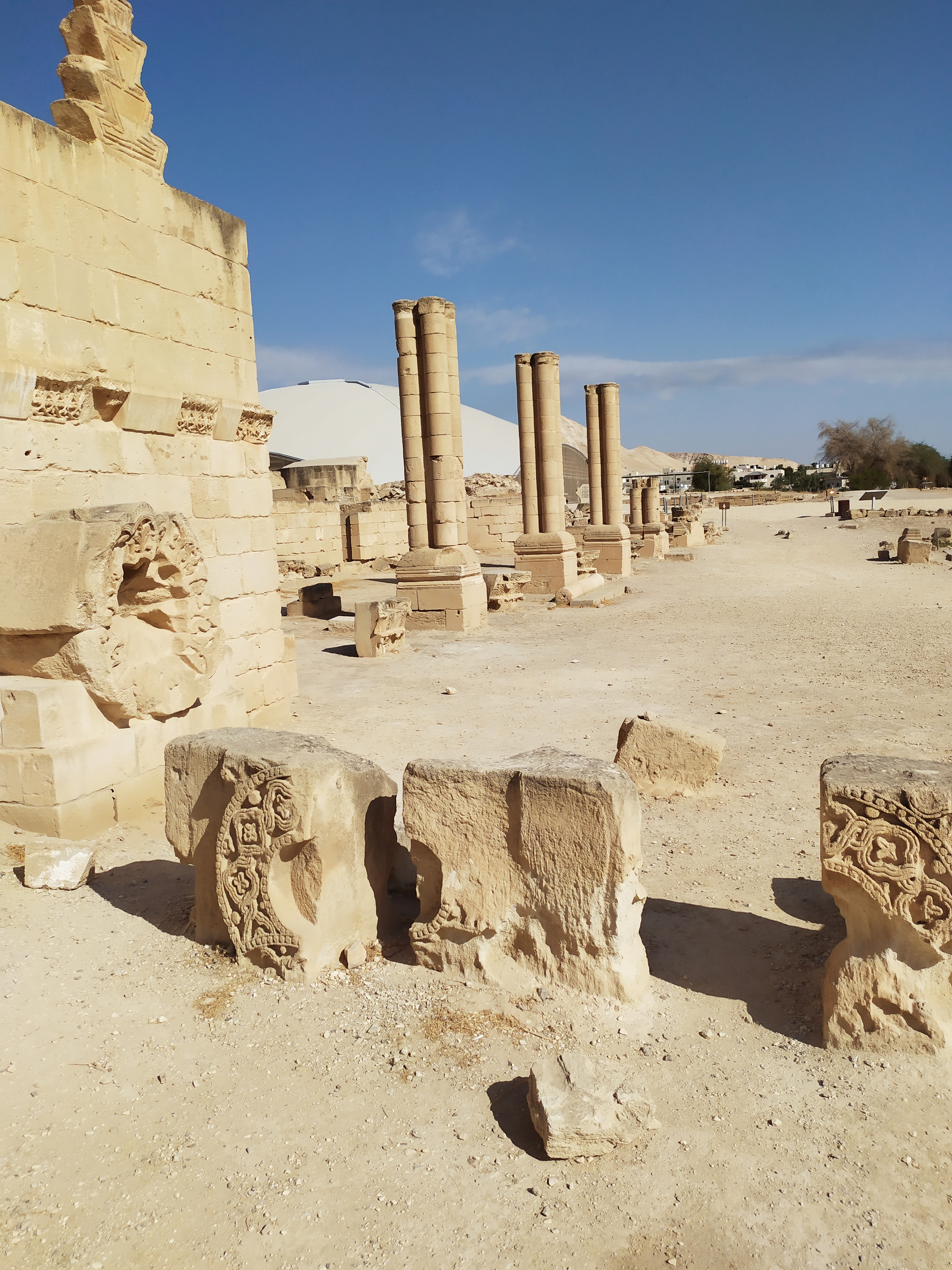
اثار من قصر الخليفة هشام بن عبد الملك في أريحا بفلسطين

قصر هشام بن عبد الملك أو القصر الأموي أو قصر هشام بن مخزوم قصر أثري قديم يقع في وادي العقيق في المدينة المنورة. بُني القصر في العهد الأموي.

## الوصف
يعتبر القصر من أبرز القصور التي بنيت في العهد الأموي، وأغلب القصور التي بنيت على جانبي وادي العقيق مع مرور الزمن وتقلب الأحداث لم يبق لها أثر. أطلال القصر باقية على ضفاف وادي العقيق من الناحية الجنوبية قريبًا من بئر عروة وقصر عروة، بني القصر على مرتفع من الحرة، لايزال القصر متعدد الغرف والمنافع والشرفات وبه بئر ويحيط به بستان. المصادر عن أخبار القصر شحيحة جدًا، إلا ما تناثر في العقد الفريد، وكتاب المدينة بين الماضي والحاضر للمؤرخ إبراهيم العياشي، والبعض يقول أنه قصر عمرو بن عمر بن عثمان بن عفان. أسفل الحرة من القصر كانت توجد صخرة كبيرة مكتوب عليها بالخط الكوفي ما نصه حرفيا:
| قصر هشام بن عبد الملك | أنا مسلمة بن عبد الله بن عروة بن الزبير، أشهد أن لا إله إلا الله وحده لا شريك له، وأن محمدا عبده ورسوله، وعلى ذلك أحيا وأموت وأبعث إن شاء الله | قصر هشام بن عبد الملك |

ويوجد قريبًا من الصخرة كتابة تاريخية ذكرالمؤرخون بأنها أقدم كتابة تاريخية في الجزيرة العربية. وقد شق طريق جديد من الناحية الشمالية للكتابة التاريخية والذي أدى إلى دفنها مما دفع المهتمين بالآثار بالمطالبة بالحفاظ عليها، فقامت هيئة الآثار بتسويرها لتبدو ظاهرة للعيان. بني القصر من الحجارة وجدرانه من الطين ويقدر طوله بحوالي 25 مترًا، وبه بئر منحوتة.